# Thomas Mayne Reid
Thomas Mayne Reid (ur. 4 kwietnia 1818, zm. 22 października 1883) – pisarz amerykański, pochodzenia irlandzkiego. Od 1840 przebywał w Stanach Zjednoczonych. Brał udział w wojnie z Meksykiem. Napisał kilkadziesiąt powieści przygodowych z życia Indian i pierwszych osadników na Dzikim Zachodzie. Akcja innych jego powieści rozgrywa się w Meksyku, Himalajach i Południowej Afryce.

## Twórczość wybrana
- Jeździec bez głowy (The Headless Horseman: A Strange Tale of Texas, 1866)
- Przygody wojenne w Meksyku (The Rifle Rangers; lub Adventures in Southern Mexico, 1850)
- Dolina bez wyjścia : przygody podróżników w Himalajach (Cliff-climbers or The lone home in the Himalayas, 1853)
- Biały wódz Indian (The White Chief: A Legend of Northern Mexico, 1855)
- Chłopiec okrętowy
- Czarni niewolnicy, czyli Przyjaciel Negrów: Opowiadanie z wojen meksykańskich
- Łowcy skalpów (The Scalp-Hunters, 1851)
- Młodzi żeglarze, czyli przygody myśliwskie w Ameryce Północnej (The Young Voyageurs: Boy Hunters in the North)
- Pobyt w pustyni (The Desert Home: The Adventures of a Lost Family in the Wilderness, 1852)
- Połów potworów morskich (The Ocean Hunters lub The Chase of the Leviathan: A Romance of Perilous Adventure 1881)
- Przygody myśliwskie młodych osadników w Afryce południowej' (The Young Yagers, lub A Narrative of Hunting Adventures in Southern Africa, 1875)
- Chata na ustroniu
- Wygnańcy w lesie (The Forest Exiles: The Perils of a Peruvian Family in the Wilds of the Amazon, 1855) (polskie tłumaczenie Joanna Belejowska))
- Ziemia Ognista. Przygody młodego podróżnika (The Land of Fire: A Tale of Adventure, 1885)